# Hispano-Suiza Alfons XIII
L'Hispano-Suiza Alfons XIII (també anomenat T45) fou un automòbil esportiu de luxe fabricat entre 1911 i 1914 per l'empresa catalana amb seu a Barcelona Hispano-Suiza.

## Història
El 1909, Hispano-Suiza ja tenia certa experiència en la construcció d'automòbils esportius, per la qual cosa va decidir d'apostar per una major qualitat en la construcció dels seus models. El llavors rei d'Espanya, Alfons XIII, gran amant dels automòbils i client important de l'empresa, va instituir la Copa de Catalunya. La primera i segona edició d'aquest esdeveniment les varen guanyar models de la marca francesa Peugeot, però a les curses d'Oostende i Boulogne-sur-Mer de la Coupe de l'Acte, el 1911, ja hi va vèncer un Hispano-Suiza. Els automòbils preparats aquell any pel director tècnic de la marca catalana, Marc Birkigt, van obtenir tant de prestigi que van convèncer els directius de la marca d'iniciar la fabricació d'un model de producció en sèrie basat en el de competició, introduint-hi alguns canvis. El nou model es batejà amb el nom del rei Alfons XIII, qui estava molt interessat en el projecte. El model va obtenir un important èxit comercial, i el 1913 s'hi introduïren millores mecàniques.
El 1914 es va suspendre la producció del vehicle, però se'n van continuar venent exemplars fins al 1920. El nombre total d'unitats comercialitzades s'ha estimat en 500.
El preu d'aquest model a l'època era d'11.500 pts, un preu que el convertia en un vehicle exclusiu de l'aristocràcia i personatges de les finances.

## Característiques tècniques
L'Alfons XIII era bàsicament un model descapotable, però sota comanda se'n podien tenir altres configuracions. El model es va caracteritzar pels seus grans fars circulars, situats al costat dels parafangs anteriors. Era el primer model de la marca a lluir el logo de la fàbrica al radiador.
Al començament, muntava un motor anterior longitudinal de 4 cilindres en línia amb 3.619 cc i 60 CV de potència. Tenia caixa de canvis manual de 3 velocitats i tracció a les rodes del darrere. Aconseguia una velocitat màxima de 120 km/h.